# Masdevallia deformis
Masdevallia deformis är en orkidéart som beskrevs av Friedrich Fritz Wilhelm Ludwig Kraenzlin. Masdevallia deformis ingår i släktet Masdevallia och familjen orkidéer. Inga underarter finns listade i Catalogue of Life.